# Santuário de Vida Selvagem de Kamlang
O Santuário de Vida Selvagem de Kamlang, criado em 1989, é a 50ª reserva de tigres da Índia. Em 2024, foi declarado como uma zona ecologicamente sensível. O santuário é rico em diversidade de fauna e flora. Ele está situado no Distrito de Lohit [en], no estado de Arunachal Pradexe, no nordeste da Índia. O nome do parque vem do rio Kamlang, que passa por ele. Os povos tribais Mishmis, Digaro Mishmi e Miju Mishmi [en], que residem na periferia do santuário, reivindicam sua descendência do rei Rukmo do épico Mahabharata. Eles acreditam em um mito de um deus invisível conhecido como Suto Phenkhenynon jamalu. Um importante corpo de água no santuário é o Lago Glow. Localizado em zonas climáticas tropicais e subtropicais, o santuário é o habitat das quatro espécies de grandes felinos da Índia: Tigre, leopardo, leopardo-nebuloso e leopardo-das-neves.

## Topografia
O santuário fica na parte sudeste do distrito de Lohit. Estabelecido em 1989, abrange uma área de 783 quilômetros quadrados (302 sq mi). O rio Lang forma sua fronteira norte e o Parque Nacional de Namdapha fica na fronteira sul. A cidade de Wakro, na subdivisão de Namsai, fica próxima ao santuário. A cidade de Namsai fica a 70 quilômetros (43 milhas) de Wakro. A estação ferroviária e o aeroporto mais próximos são Tinsukia [en] e Dibrugarh [en], respectivamente. É uma das doze áreas protegidas no estado de Arunachal Pradesh.
O parque tem vários corpos d'água acima de uma elevação de 600 metros. Entre eles está o lago Glow, a uma altitude de 1.500 metros, cobrindo uma área de 8 quilômetros quadrados e com uma circunferência de cerca de 4 a 5 quilômetros; é acessível somente por meio de trekking. Outra característica topográfica notável dentro do parque é o Parshuram Kund [en] (“kund” significa “lagoa”), que é um local de peregrinação.

## Flora
A parte superior do parque tem vegetação alpina [en], principalmente no pico Daphabum, que faz fronteira com o Parque Nacional Namdapha. As partes mais baixas (abaixo de 1.200 metros), incluindo os sopés, têm florestas tropicais úmidas sempre verdes. Foram registradas 150 espécies de árvores no parque. As principais árvores encontradas no parque são Canarium resiniferum, Terminalia chebula [en], Gmelina arborea e Amoora wallichii. Uma grande variedade de ervas, bambus, gramíneas e arbustos também está presente, e 49 espécies de orquídeas também foram registradas no parque.

## Fauna
A diversidade da fauna do parque é semelhante à encontrada na área contígua da Reserva de Tigres de Namdapha; há 61 espécies de mamíferos, 105 espécies de pássaros e 20 espécies de répteis. As espécies de felinos do santuário de vida selvagem incluem o tigre-de-bengala-real, o leopardo comum, o leopardo-nebuloso, o gato-marmoreado, o gato-leopardo e o leopardo-das-neves. Outras espécies de animais notáveis relatadas no parque são o elefante-asiático, o javali, o sambar, o cervo-latidor, o esquilo-gigante-negro [en] e alguns esquilos-voadores. Das quinze espécies de primatas encontradas na Índia, seis espécies são encontradas no parque. São elas o langur-tampado (Trachypithecus pileatus), o macaco rhesus (Macaca mulatta), o macaco-urso (Macaca arctoides), o macaco-de-assam (Macaca assamensis), o gibão-hoolock-oriental (hoolock leuconedys) e o lóris-lento-de-bengala [en] (Nycticebus bengalensis).